# Exochus atrofemoratus
Exochus atrofemoratus là một loài tò vò trong họ Ichneumonidae.